# François Victor Romain Boyer
François Victor Romain Boyer est un homme politique français né le 10 octobre 1754 à Saint-Loup-sur-Semouse (Haute-Saône) et mort le 2 mai 1826 à Maussans (Haute-Saône).

## Biographie
Greffier du bailliage seigneurial de Saint-Loup-sur-Semouse avant la Révolution, il est employé dans les bureaux de l'administration départementale de la Haute-Saône, puis nommé procureur syndic du département. Il est élu député de la Haute-Saône au Conseil des Cinq-Cents le 23 vendémiaire an IV. Il est ensuite nommé inspecteur des douanes, puis juge de paix à Saint-Hippolyte.

## Sources
- « François Victor Romain Boyer », dans Adolphe Robert et Gaston Cougny, Dictionnaire des parlementaires français, Edgar Bourloton, 1889-1891 [détail de l’édition]